# Tindangou
Tindangou är en ort i Burkina Faso.   Den ligger i provinsen Province de la Kompienga och regionen Est, i den sydöstra delen av landet, 290 km sydost om huvudstaden Ouagadougou. Tindangou ligger 211 meter över havet och antalet invånare är 504.
Terrängen runt Tindangou är huvudsakligen platt, men västerut är den kuperad. Terrängen runt Tindangou sluttar österut. Runt Tindangou är det mycket glesbefolkat, med 4 invånare per kvadratkilometer.. Närmaste större samhälle är Pama, 15,4 km nordväst om Tindangou.
Omgivningarna runt Tindangou är en mosaik av jordbruksmark och naturlig växtlighet.